# Parrocchia di Jaunsvirlauka
La parrocchia di Jaunsvirlauka è una suddivisione della municipalità di Jelgava in Lettonia. Il centro amministrativo è Staļģene.